# Jappening con ja
Jappening con ja fue un célebre programa de televisión humorístico chileno, creado en 1978 y de gran éxito durante las décadas de 1980 y 1990. 
Fue emitido por primera vez en abril de 1978 por Televisión Nacional de Chile y se mantuvo al aire por 26 temporadas, siendo transmitido originalmente por la señal estatal hasta 1981 y posteriormente de 1983 a 1989. En julio de 1992 pasó a emitirse por la recién creada estación privada Megavisión, donde se mantuvo en emisiones regulares hasta 2004.
El nombre del programa es un juego de palabras entre la representación artística como conocida como Happening y la onomatopeya "Ja" que representa a la carcajada.

## Historia

### Inicios en Televisión Nacional (1978-1981)
Jappening con ja nació de las ocurrencias de Jorge Pedreros (productor musical y actor), Fernando Alarcón (periodista y actor) y Eduardo Ravani (director de televisión, periodista y actor), quienes produjeron programas como Dingolondango (TVN, 1976-1978) bajo el nombre de "Los Paparazzi". Tras bambalinas ideaban chistes acerca de la televisión de la época y sus protagonistas, todo lo cual sirvió de base para este programa. Al trío fundador se integraron la showwoman Maitén Montenegro y la cantante Gloria Benavides, dando así forma al elenco original. El primer proyecto del recién formado grupo fue El Show de la Cuatro Dientes, programa nocturno de Radio Minería de fines de 1977 que, pese a no tener buenos resultados de audiencia radial, fue el génesis de lo que posteriormente sería el Jappening.
El programa salió al aire el domingo 16 de abril de 1978, una semana después de presentar el piloto a los ejecutivos de TVN. A base de humor blanco, el programa comenzó a tener elevadas audiencias, lo que obligó al elenco a someterse a un estricto plan de capacitación profesional que consistía en clases de canto y baile, como apoyo para las grabaciones de sketches y parodias musicales. El público comenzó a mostrar un fuerte lazo afectivo hacia el elenco y el programa, lo que derivó en un auténtico fenómeno cultural entre la sociedad chilena: hasta el día de hoy se citan frases acuñadas en el Jappening, y sus personajes figuran en el inconsciente colectivo.[cita requerida]
En esta primera etapa nació "La oficina" (técnicamente "Mandiola y Compañía"), emblemático sketch cuyos personajes se convirtieron en arquetipos de cualquier lugar de trabajo: la tímida y obediente secretaria "Gertrudis" (a cargo de Benavides); la coqueta secretaria del jefe, "Valkiria" (Montenegro); el vividor empleado "Ricardo Canitrot" (Alarcón); el ‘chupamedias’ empleado "Evaristo Espina" (Pedreros); el jefe, el Sr. Guillermo Zañartu (Eduardo Ravani) y ocasionalmente el jefe principal, el Señor Mandiola (Guillermo Bruce). También nacieron segmentos como "La Mansa Woman" (parodia de Wonder Woman), "Pepito TV" y "Domingos Dominicales", entre otros. Cabe señalar que en prácticamente todos los episodios se invitaba a celebridades a presentar el programa y participar en varios sketchs gracias a su gran popularidad, de manera análoga al formato de programas de comedia como Saturday Night Live o Monty Python's Flying Circus.
En 1979, el programa se extendió hasta abarcar toda la tarde del domingo bajo el nombre de Domingos Dominicales, con El Show de Pepito TV pasando a ser un programa independiente hecho en vivo. Una de las secciones destacadas fue Los Años Dorados, en el cual, Peter Rock presentaba a varios cantantes chilenos y extranjeros de las décadas de los 50 y 60.
En febrero de 1981, el elenco de Jappening con ja es invitado al XXII Festival Internacional de la Canción de Viña del Mar, alcanzando un gran éxito que los hizo merecedores de la “Gaviota de Plata”.
Sin embargo, pocas semanas después el grupo hizo noticia por razones contradictorias: una de sus actuaciones en un tour realizado en Valdivia contó con la asistencia de tan solo 30 personas. Ravani acusó falta de publicidad, lo cual fue rápidamente desmentido por la prensa. Esto puso de manifiesto la sobreexposición que estaba sufriendo el programa, y su audiencia cayó paulatinamente. Durante el segundo semestre TVN decidió mover el programa al horario estelar, siempre en día domingo, en vivo además de "integrar" al popular cómico "Ronco" Retes, pero ni siquiera eso detuvo la sangría de espectadores y el programa fue cancelado a finales de año.[cita requerida]

### Cancelación y traslado a Teleonce (1982)
Tras la cancelación del programa, Pedreros, Ravani, Benavides y Alarcón emigran a Teleonce (actual Chilevisión) en abril de 1982 para realizar la serie La oficina, de lunes a viernes en la noche (los episodios eran grabados pocas horas antes), mientras que Montenegro fue recibida en Canal 13, específicamente en el programa de variedades Sábados gigantes, por lo que su papel de "Valkiria" fue tomado por la modelo croata Stanka Matic, quien también era la animadora (junto a Ricardo Calderón) del programa dominical La tarde grande, en el cual colaboraban los miembros del grupo. Rápidamente el programa sube su audiencia, por lo que TVN les ofreció volver a contratarlos aunque solo una vez que vencieran sus contratos con el otro canal. El programa en Teleonce finalizó en julio de 1982 al pasar Benavides a Canal 13. Destaca el debut de "Don Pío", personaje interpretado por Andrés Rillón, que había sido libretista del Jappening desde 1978. La actriz Clara Escobar interpretó a la coqueta secretaria, la "Srta. Marigen", interés de "Espina", y Juan Pablo Donoso interpretó a "Jarita", el júnior, vendedor de café de la oficina y partner de "Canitrot". Este último, posteriormente, derivaría en "Peñita", interpretado por un joven actor llamado Patricio Torres en 1984.

### Regreso a Televisión Nacional y cancelación (1983-1989)
En junio de 1983, este programa retorna a TVN sin Maitén Montenegro ni Gloria Benavides, quienes permanecen en Sábados gigantes respectivamente como productora artística e intérprete. Ese año se integran la cantante Patricia Maldonado y la actriz Gladys del Río, esposa de Pedreros que había tenido algunas apariciones en la primera época.
En 1984, y por recomendación de Gloria Benavides, quien regresa al programa, llegan desde Sábados gigantes los jóvenes actores Patricio Torres, Oscar Olavarría y Marilú Cuevas, precedidos de un gran éxito en el programa de Don Francisco, en la sección Los Valverde. Originalmente, Jorge Pedreros tenía pensado incorporar sólo a Marilú Cuevas en el programa, pero ella condicionó su entrada a que también entraran Pato Torres y Oscar Olavarría al Jappening. En esta temporada el programa vuelve a liderar la sintonía con secciones como Lágrimas de ceniza y Pequitas (parodia de Annie, la huerfanita), además de la tradicional Oficina, que se vio renovada por los nuevos personajes de "Cacho" Escalona (Olavarría), la "Señorita Coté" (Cuevas) y "Peñita" (Torres). Mientras tanto, Don Pío (Rillón) tomó un mayor protagonismo, instaurando el famoso Minuto de confianza.
En 1985 el programa marca un récord de audiencia con el sketch El Negro Papalapapiricoipi registrando 85 puntos con el sistema de cuadernillos. También fueron de gran éxito los sketches del Indio Bolsero y El Casado, Casa Quiere, una suerte de continuación de Los Valverde. También se incluyen exitosas y recordadas adaptaciones de personajes de cómic chilenos como Alaraco (de Themo Lobos, interpretado por Fernando Alarcón) y Pepe Antártico (de Percy Eaglehurst, interpretado por Patricio Torres). Durante ese año, destacó la presencia del famoso actor cómico argentino Jorge Porcel (reemplazando a Rillón, que se integró a Mediomundo de Canal 13), quien interpretó al corpulento "Sr. Máximo Petete" en los sketches de "La Oficina", los cuales fueron grabados en Buenos Aires, Argentina.
En 1986 se une la actriz Anita Reeves. Durante el año destacó la teleserie "argentina" Blanca María protagonizada por la "actora" nacional "Eglantina Morrison", personaje interpretado por Patricio Torres.
En 1987 retornó Maitén Montenegro pero Gloria Benavides volvió a Sábados gigantes, ya que Don Francisco veía como gran competencia al programa humorístico imperdible de los días domingo. En 1988 se integró el actor Jorge Garrido. Para ese año, Benavides vuelve al Jappening y Montenegro a Sábados gigantes. El exceso de trabajo para entonces ya provocaba estragos en la relación entre los integrantes: Óscar Olavarría fue despedido a fines de 1986, a principios de 1988 Maitén Montenegro fue despedida por negarse a participar en la Franja del Si (posteriormente participaría en la Franja del No), y a mediados del mismo año, son despedidos Jorge Pedreros y su esposa Gladys Del Río, lo cual marcaría un antes y un después en la historia del programa.[cita requerida]
Entre junio y octubre de 1989 se transmitió Jappening P.M. los viernes a las 9 de la noche debido a la crisis energética de ese año. Aquel año se unió el actor Jorge Gajardo, en reemplazo de Pedreros. Sin embargo, la audiencia fue notoriamente menor, frente al también programa humorístico De chincol a jote de Canal 13, por lo que se decidió cancelar el programa.
Finalmente, poco después del restablecimiento de la democracia en marzo de 1990, el entonces asumido director general de TVN, Jorge Navarrete Martínez decidió no seguir con el programa, considerando que distrajo a los chilenos en dictadura.[cita requerida] Por lo tanto, Eduardo Ravani y parte del elenco son despedidos de TVN y el programa tuvo un receso entre ese año y 1992. Durante ese receso, Jorge Pedreros y Gladys del Río fueron recontratados en TVN para realizar el programa "Domingo 7", así también Maitén Montenegro, quien trabajó como productora artística del programa "Ene TV" (1991-1992), conducido por Katherine Salosny.

### Periodo final en Megavisión y cancelación definitiva (1992-2004)
El 24 de julio de 1992, el Jappening con Ja retornó a la televisión, a través de Megavisión, pero sin Fernando Alarcón, Gloria Benavides y Pato Torres, actores emblemáticos del programa. Esta vez lo hicieron con Jorge Pedreros, Eduardo Ravani, Gladys del Río, Marilú Cuevas, Óscar Olavarría, Jorge Garrido, Daniel Vilches, María Izquierdo, Esperanza Silva y Daniel Muñoz. En esta era, el programa contó con actores y actrices invitadas por temporada, incluyendo a Natalia Cuevas, Claudio Reyes, Ernesto Belloni, Renata Bravo, Mauricio "El Indio" Medina, Gabriel Maturana y Nanci Guerrero, entre otros.
Al igual que en la década anterior, el Jappening funcionó sobre la base de parodias a la televisión como Mea culpa bautizado como Pichí Culpa. Dentro de esta época también nació La Pobla en 1996, dando origen a personajes como el Huaso Clemente, interpretado por Claudio Reyes.
La llegada del people meter a la televisión chilena golpeó fuertemente al programa: el rating demostró que el público buscaba un humor más popular, lo que contradecía al anterior sistema de cuadernillos.[cita requerida] Por lo tanto, el humor picaresco y de doble sentido tomó cada vez mayor prominencia. Esto provocó numerosas peleas dentro del grupo, formándose dos facciones lideradas respectivamente por Jorge Pedreros, que apostaba por el humor blanco y tradicional sin regirse por lo que los estudios de mercado pedían, mientras que Eduardo Ravani prefería un humor más para adultos. También eran comunes los conflictos entre los actores que empezaron en TVN y aquellos que habían llegado en años posteriores. Ravani y Pedreros rompieron relaciones a finales de 1999, lo que provocó la renuncia de gran parte del elenco.
El 27 de enero de 2000 murió Óscar Olavarría, producto de un accidente automovilístico. Poco antes, Jorge Pedreros había sido internado en la Clínica Alemana, debido a un grave problema de salud. Aquel año, el programa (bajo el nombre de Jappening 2000 y reusando la característica de 1989) en un principio apostó por el humor absurdo, incorporando a Andrés Rillón y Julio Jung dentro del programa, aunque al poco tiempo se tornó más revisteril, siendo sostenido principalmente por el popular personaje "Charly Badulaque", interpretado por Claudio Reyes.
El 16 de noviembre de 2001 se estrenó en Canal 13 El show de Pepito TV, una colaboración entre Pedreros y Fernando Alarcón, en el cual intervinieron varios antiguos miembros del programa. Sin embargo, el programa resultó ser un fracaso de sintonía, por lo que fue prontamente sacado del aire.
En abril de 2002, Ravani y Pedreros se reconciliaron para celebrar los 25 años del programa. Entre 2002 y 2003, y debido al aniversario por su cuarto de siglo, participan en algunas emisiones sus miembros originales junto a actores invitados como Vanessa Miller, Francisco López y Carolina Oliva. Finalmente, el Jappening con ja concluyó en 2004, cediendo su lugar a un nuevo programa: El show de Che Copete, personaje emblemático interpretado por Ernesto Belloni, caracterizado por el estilo revisteril del personaje. 
Ernesto Belloni fue responsable de que el programa terminara, según Eduardo Ravani ya que éste entró al programa y provocó que el equipo tuviera que acceder a un humor visual, con epítetos, que no habían hecho nunca. 

### Después del Jappening (2008-presente)
En 2008, Mega transmitió Mandiola & Cía., una sitcom que es el segundo spin-off del sketch "La Oficina", y en la cual Ravani, Pedreros y Alarcón retornaron a sus roles de Zañartu, Espina y Canitrot, apareciendo junto a actores como Fernando Godoy (que interpretaba al sobrino de "Espinita"), Marcial Tagle (que hacía a un ejecutivo playboy), Roberto Farías, Loreto González, Jaime Omeñaca y Carolina Paulsen. Pese al éxito, la serie solo duró una temporada debido a la quiebra de Roos Film, la productora de la serie, en julio de 2009.
En noviembre de 2009, los "Paparazzi" aparecieron por última vez juntos en el programa Teatro en Chilevisión, programa protagonizado por Pato Torres, quien volvió encarnar a "Peñita". A partir de ese año, la salud de Jorge Pedreros empeoraría considerablemente, falleciendo el 14 de septiembre de 2013.
En agosto de 2014, Eduardo Ravani y Fernando Alarcón iniciaron el proyecto Jappening Show, colaborando con varios exintegrantes del programa así como ofreciendo charlas motivacionales a empresas. Sin embargo, la familia Pedreros se opuso inicialmente al proyecto, aludiendo al hecho de que no se les habría consultado. 
El 30 de octubre de 2021 murió Gladys del Río, producto de un paro cardiorespiratorio. En 2023 el canal TV+ volvió a transmitir los capítulos del programa. El 20 de marzo del mismo año, Eduardo Ravani falleció de cáncer de páncreas. El 13 de julio de 2024 Claudio Reyes falleció de un infarto.

## Sketches más famosos

### Primera etapa (1978-1981)
- «La feria»: uno de los sketches más viejos. Retrataba una feria libre en donde había puestos como la carnicería "Raquel Welch" que atendía Eduardo Ravani y la pescadería "Jac Custó" (sic) atendida por el personaje encarnado por Fernando Alarcón. Gloria Benavides atendía un puesto de ropa interior (sobre todo de calzones de mujer), y a cada rato con la voz imitaba el sonido de un gas.
- «La oficina»: el más clásico sketch del programa, que permaneció durante los 27 años. Fue una gráfica a la idiosincrasia oficinesca chilena, con personajes estereotipados:
  - "Guillermo Zañartu" (Eduardo Ravani), el jefe de la oficina. Autoritario, aunque está casado seduce con sus corbatas a "Valkiria" y se siente un galán frente a ella.
  - "Evaristo Espina" (Jorge Pedreros), el empleado ejemplar, zalamero y adulador con los jefes, pero pretencioso y prepotente con sus compañeros (apodado por "Canitrot" como chupamedias).
  - "Ricardo Canitrot" (Fernando Alarcón), el empleado relajado, mujeriego, vividor y holgazán. Llega siempre atrasado al trabajo, siendo famoso por sus excusas.
  - "Gertrudis" (Gloria Benavides), la secretaria ejemplar, solterona, fea pero responsable. Cuando su jefe se enfada la llama "lechuza" (mujer fea con gafas o anteojos).
  - "Walkiria" (Maitén Montenegro), la secretaria sexy, estereotipo de la mujer guapa y tonta que coquetea con el jefe.
  - Sr. Mandiola (Guillermo Bruce), el jefe máximo de la empresa.
  - Sra. Pochi (Gladys del Río), la esposa de Guillermo Zañartu, visita ocasional de la oficina, aunque con una apariencia y personalidad muy distintas de la interpretación posterior.
- «El Almacén»
- «El Piano»: dos peonetas trasladan un piano de cola por los lugares más insólitos.
- «Domingos Dominicales»: Segmento presentado por "Pronunciano Perfecto" (Eduardo Ravani) y "Barnardata Zapata Peralta" (Gloria Benavides) que contaba con las secciones de «Los éxitos musicales» con "Silverio Silva" (Jorge Pedreros), "Susana Cecilia" (Maitén Montenegro, originalmente llamada "Chuchana Chechilia"), el noticiario «69 minutos con 45 segundos», el comentario deportivo con "LJ" (Fernando Alarcón), "Samanta de Castilla" y las teleseries «La Fulerita», «Una casa sin marido» y «Que no me pellizquen los cacahuates».
- «La Mansa Woman»: Con Maitén Montenegro como la tierna abuelita que se convertía en la "Mansa Woman" al meterse a la lavadora, y Gloria Benavides como la villana "Malula Malita Malosa. Parodia al nombre del personaje de La Mujer Maravilla.
- «El guarípola» (Fernando Alarcón): un guarípola que por entusiasmarse se pierde por entre la ciudad.
- «Jappening Medical Center» (Maitén Montenegro, Jorge Pedreros y otros actores)
- «Pepito TV» (Fernando Alarcón). Parodia de los programas de televisión chilenos y de los animadores de entonces (Don Francisco, Enrique Maluenda, Juan La Rivera, César Antonio Santis). También con Pindy (Maitén Montenegro), quien se cruzaba siempre por las cámaras. A la vez también contaba con la participación de Pity y Poty (Eduardo Ravani y Jorge Pedreros), principalmente ya que promocionaban un medicamento denominado como Gargarín.
- «Esta Noche, Siesta» (1978): parodia del estelar de Canal 13 Esta noche, fiesta.
- «69 minutos con 45 segundos»: noticiario del Jappening, parodia del noticiario central de Televisión Nacional 60 minutos. Los "anclas" eran interpretados por Jorge Pedreros y Maitén Montenegro. Destacan los despachos de "Patricio Ayala" (Ravani) entrevistando al huaso "Segismundo Vega" (Alarcón), quien siempre hacía una fechoría que luego negaba de forma sospechosa.
- «Noche Rimbombante»: parodia del programa de conversación de Don Francisco Noche de gigantes.
- «Los Golfistas»: unos golfistas tratando de golpear la pelota en los lugares más insólitos.
- «Cómo duermen los famosos»: sketch que parodia como dormían las celebridades de esos años.
- «Sabor a pepino» (1981): parodia al programa de TVN Sabor latino.

### Segunda etapa (1983-1989)
- La oficina: el más clásico sketch del programa, que permaneció los 27 años.

- Sr. Guillermo "Willy" Zañartu (Eduardo Ravani)
- Evaristo Espina (Jorge Pedreros, 1983-1988)
- Ricardo Canitrot (Fernando Alarcón)
- Señorita Gertrudis (Gloria Benavides, 1984-1986, 1988-1989)
- Valkiria (Maitén Montenegro, 1987)
- María José Neto "La Señorita Coté" (Marilú Cuevas, 1984-1986, 1988-1989), de similares características que Valkiria.
- Señorita Melania (Marilú Cuevas, relevo de Gertrudis durante 1987 al ausentarse Gloria Benavides).
- Segundo Peña "Peñita" (Patricio Torres, 1984-1989), conserje, estafeta y ascensorista del edificio.
- Agustín "Cacho" Escalona (Óscar Olavarría, 1984-1986), ingeniero comercial e informático.
- Sra. Pochi de Zañartu (Gladys del Río, 1983-1988)
- Don Pío (Andrés Rillón, 1983-1984)
- Sr. Máximo Petete (Jorge Porcel, 1985)
- Juan Segura, el Guardia (Jorge Garrido, 1988-1989)
- Srta. Amanda Echazarreta Gorigoitía, gerenta de La Oficina (Anita Reeves, 1986 y 1989)
- Sr. Peláez (Jorge Gajardo, 1989), reemplazo de "Espinita".

- Alaraco: adaptación con actores de la historieta creada por Themo Lobos, en la que Alaraco (un hombre increíblemente exagerado) hacía dramas o escándalos por las cosas más triviales, mientras que Tranquilina, su paciente esposa intentaba sacarle ese mal hábito.

- Alaraco (Fernando Alarcón)
- Tranquilina (Gladys del Río entre 1984 y 1988, y Gloria Benavides en 1989)

- Pare, Mire y Escuche: programa conducido por Patricia Maldonado, surgido en 1982, y que en 1983 y 1984 fue un segmento del Jappening con Ja.
- Pepe Antártico: basado en el personaje creado por Percy. Era interpretado por Patricio Torres, y el humor era muy similar al del cómic, siempre empeñado en conquistar mujeres.
- La Broma en Vida: Chistes cortos basados en la viñeta que Percy dibujaba todos los días en la página editorial de La Tercera.
- Cholguán: parodia a la miniserie Shogun emitida por TVN durante 1984, año en que se emitió esta miniserie en el canal durante la Segunda Franja Cultural de los días martes y jueves.
- El Cité (1984): Primera "telenovela" de este programa.
- Jappeninazo (1984): parodia al programa de canal 11 Chilenazo
- Miércoles 14 (1984-1988): parodia del programa de Canal 13 Martes 13.
- Lágrimas de Ceniza (1985): la primera telenovela con Eglantina Morrison (Patricio Torres).
- Pequitas (1985-1988): una niña de comportamiento terrible, que intentaba en vano portarse bien. El papel protagónico recaía en Marilú Cuevas.
- Casado, Casa Quiere (1985-1986): con Patricio Torres como "Pato Torres", Marilú Cuevas como "Monona" y Óscar Olavarría como "El loco de la Moto", los tres personajes habiéndose originado en "Los Valverde".
- El indio bolsero (1986): parodia de los "spaghetti western" Italianos, con Jorge Pedreros interpretando a "El Indio Bolsero" y a Fernando Alarcón interpretando a Johnny, un durísimo pistolero a quién el Indio siempre engañaba para comer o beber a sus expensas.
- Veranos Calientes con Curro de la Cruz (1985-1986): sketch donde se presentaban las telenovelas.
- Blanca María (1986): Una teleserie "argentina" con la "actora" Eglantina Morrison.
- Dallastía (1987): parodia de las series norteamericanas Dallas y Dinastía.
- Feas y Patudas (1988): parodia de la teleserie de TVN Bellas y audaces.
- Doña Vieija (1989): parodia de la teleserie brasileña Doña Beija.
- 69 Minutos con 45 segundos: (1983-1987): noticiario del Jappening, parodia del informativo central de Televisión Nacional Sesenta minutos. Entre 1984 y 1986 el hombre ancla era "Guillermo Flash", interpretado por Óscar Olavarría.
- Jappening Noticias: segundo noticiario del Jappening, emitido en 1988, parodia del informativo TVNoticias.
- Poom Aportivo (1988): parodia del programa deportivo de TVN, Zoom deportivo.
- Manzana El Siete, luego renombrado como El Cité (parodia de la teleserie La villa): retrata la vida de un grupo de gente pobre, basta e inculta, pero generosa y de gran corazón. Años más tarde, este segmento sería reciclado en la forma de "La Pobla". Un personaje muy recordado de esta sección es el "Toquito" (interpretado por Óscar Olavarría) Un aspirante a boxeador bastante tonto. Siempre que su entrenador hablaba de algún triunfo por obtener, el "Toquito" preguntaba "y quien va a ganar?" y su entrenador le contestaba: "Usté poh, Toquito. Si usté es mi pupilo".
- Yolanda Motocinos: parodia de la periodista de espectáculos Yolanda Montecinos, quien presentaba de forma cómica, lo peor del espectáculo mundial. El personaje fue interpretado primero por Fernando Alarcón, y luego por Gladys del Río.
- El banco: uno de los sketches "unitarios" más conocidos. Un gerente (Fernando Alarcón) intenta ordenar una aglomeración en el local, antes de avisarles de que el establecimiento era una oficina de correos y no un banco.
- Festival Internacional Piña 87 (1987): parodia al Festival de Viña del Mar 1987 emitido por TVN.
- Las Juveniles aventuras del 4to año C (1987-1988): sketch ambientado en una Sala de Clases de un Colegio de Enseñanza Media.
- Jappeninpuerto '88 (1988): sketch con un avión, parodia de la película Aeropuerto que exagera las diferencias entre la clase ejecutiva y la clase turista (la cual se asimila con un típico servicio de bus interurbano).
- Almorzando en la Noche (1989): parodia al programa Almorzando en el 13, relativo a las elecciones de 1989.
- Silverio Silva (Jorge Pedreros): el presentador de los éxitos del momento en la radio FM.
- Cesario Zapata (Óscar Olavarría): contraparte de Silva en la Radio Tentación (inicialmente Sensación) del dial AM, parodia a Radio Colo-Colo y al locutor Alberto "Tito" Arévalo.
- En Bibo (1986): parodia al programa En Vivo de TVN.
- De Esparda ' L Loro (1988): parodia al programa De cara al país de Canal 13.
- Jueves, Siempre Jueves (1988): Primera parodia al programa Siempre lunes de TVN.
- Siempre Viernes (1989): Segunda parodia al programa Siempre lunes de TVN.

### Tercera etapa (1992-2004)
Las últimas temporadas destacaron por la aparición de figuras emergentes y un estilo un tanto más cargado al doble sentido, aunque siempre manteniendo el toque artístico propio de Jorge Pedreros.
- La Oficina: el más clásico sketch del programa, que permaneció los 27 años. En esta etapa aparecen distintos personajes, tanto que trabajaban en la oficina o eran de alguna oficina vecina y eran:

- Parra (Daniel Vilches) (1992)
- Willy "Willito" Zañartu Jr. (Daniel Muñoz) (1992-1995)
- Señorita Magaly (Esperanza Silva) (1992)
- Señorita Bárbara (María Izquierdo) (1993)
- Señorita Cote (Marilú Cuevas) (1992-1999)
- Señorita Melania (Marilú Cuevas) (1992, 2002-2004)
- Agustín "Cacho" Escalona (Oscar Olavarría) (1992-1995). En esta etapa adopta ciertos rasgos de la personalidad de Canitrot, además de tener una relación estable con la Señorita Coté.
- Juan Segura (Jorge Garrido) (1992-1999)
- Poblete (Willy Benítez) (1994)
- Señorita Trini (Maripepa Nieto) (1994)
- Señora Olguita (Myriam Palacios) (1995-1997)
- Tutín (Claudio Reyes) (1995-1999), sobrino de Zañartu y reemplazo de "Cacho" Escalona.
- Juanito (Ernesto Belloni) (1996-1998, 2002-2004)
- Juan Pablo (Enrique Madiña) (1997)
- Dorita, dentista vecina de La Oficina (Renata Bravo) (1998)
- Mari Juana (Renata Bravo) (1999)
- Señorita Malena (Nanci Guerrero) (1999)
- Sr. Mandiola (Gabriel Maturana) (1992-1999), (Claudio Olate) (2003)
- Señorita Pili (Marcela Arroyave) (2003)
- Super Guarén (Jorge Pedreros), alter ego de Espina (2003-2004).

- La Oficina 2000 (2000-2001): Variación del sketch mencionado, el cual se reformula radicalmente debido a la partida de gran parte del elenco. Zañartu y Don Pío (Andrés Rillón) fueron los únicos personajes que se mantuvieron mientras que los nuevos empleados nunca recibieron nombres, aunque tenían características similares a los antiguos personajes.
- Pichi Culpa: parodia del programa de TVN, Mea culpa. Se hizo en 1994 y 1995 con Daniel Muñoz y con Claudio Reyes, entre 1996 a 1998.
- La Pobla: En 1996 se resucitó el sketch "El Cité"/"Manzana El Siete" de fines de los '80. Contó con diversos personajes, entre ellos:

- El Indio (Eduardo Ravani) (1996-1999, 2002-2004)
- Maruja (Gladys del Río) (1996-1999, 2002-2004)
- El Chino (Jorge Pedreros) (1996-1999, 2002-2004)
- Clemente, huaso y novio de Chipi (Claudio Reyes) (1996-1999, 2002-2004)
- Chipi (por "chica y picante") (Marilú Cuevas) (1996-1999)
- El Natre, un delincuente (Óscar Olavarría) (1996-1999)
- Emeterio (Ernesto Belloni) (1996-1998, 2002-2004)
- Marjorie (Natalia Cuevas) (1996)
- Sra. Jackie (Patricia Maldonado) (1997-1998, 2003-2004)
- El Ciego (Lucho Arenas Jr., que además era libretista del programa) (1998-1999)
- Leslie "La Piña Colá" (Renata Bravo) (1998-1999)
- Mauri, sobrino de la señora Jackie (Mauricio Medina, que durante la separación del dúo humorístico Dinamita Show, estuvo una temporada en el Jappening) (1998)

- Parrita: un técnico al que nada le sale bien y le causa mil problemas a quien lo contrató. Para su creador, Ernesto Belloni, significa un momento muy especial, pues debutó con este personaje a la muerte de su padre, según relató en una entrevista realizada por Patricio Burgos en el programa Mi Invitado de UCV-TV en diciembre de 1997. Al igual que con los personajes de Jorge Pedreros, el énfasis es chaplinesco. (1997).
- Don Lalo: parodia a Eduardo Frei Ruiz-Tagle, interpretada por Óscar Olavarría. (1993-1998).
- Le Bisoñé: la muy "masculina" peluquería de Chalo (Claudio Reyes) y Giorgio (Eduardo Ravani). (1995-1999), más tarde serían cambiados los personajes por Ernesto Belloni y Jorge Pedreros respectivamente (2003).
- In The Guaren: un restaurante, parodia de In The Garden. Los clientes siempre piden cosas extrañas. (1997-1999).
- Pantanash: parodia de la telenovela brasileña Pantanal (1992).
- Poom Deportivo (1992): parodia del programa deportivo de TVN, Zoom deportivo.
- Marrón Mate: parodia-crossover de las telenovelas chilenas Jaque Mate y Marrón Glacé (1993).
- Matador Fumigador: parodia del tema musical de Los Fabulosos Cadillacs, Matador (1993).
- Miércoles 14 (1995): parodia del programa de Canal 13 Martes 13.
- Bella do Traseiro: parodia de la telenovela brasileña Renacer (1995).
- El Mas Inmundo del Mundo: parodia del tema musical de Jovanotti, L'Ombelico Del Mondo (El Ombligo Del Mundo) (1996).
- Iorona Kuerua: parodia a la telenovela chilena Iorana (1998).
- A Todo Cachete: parodia de la telenovela de Megavisión A todo dar (1998).
- ¿Por Qué Tuvo Que Ser Así?: parodia a distintas telenovelas mexicanas de Televisa de ese momento (1999).
- Jappening Medical Center: parodia de la serie estadounidense E.R. Sala de Urgencias. (1996-1999).
- La Chica Que Chifla: parodia de la telenovela brasileña Xica da Silva. Emitida en 1999, sería la última de esta etapa antes de algunos cambios.
- Me Arrané el Vino con Sabor a Té: Parodia-crossover de las telenovelas chilenas Romané y Sabor a ti (2000).
- Olores a Pescado: parodia de la telenovela de TVN Amores de mercado (2001).
- El Circo de las Tontini: parodia de la telenovela de TVN El circo de las Montini, de 2002.
- Purocharqui: parodia de la telenovela chilena de TVN Purasangre (2002), que se trataba de caballos, de ahí viene el nombre "Charqui".
- A Dónde la Viste ¿Cómo se Hace?: Parodia al microprograma de Megavisión ¿Viste Viste cómo se hace? con María Izquierdo (1993).
- Jappenoticias: Noticiero, parodia a 24 Horas de TVN. Como una especie de "escenografía" se usaba a varias personas jugando al pinball y a sus conductores Bernardo de la Maza, interpretado por Daniel Muñoz y Cecilia Serrano, por Esperanza Silva y Marilú Cuevas (1992).
- Zapping: Sección que en flashes parodiaba a los principales rostros televisivos. (1992-1995).
- Sábado Rimbombante: Primera parodia a Sábado Gigante Internacional (1993).
- Sávado Jigante Internacional: Segunda parodia a Sábado Gigante Internacional (1994).
- Sávado Gigante Internacional: Tercera parodia a Sábado Gigante Internacional (1996).
- Sávado Emigrante Internacional: Cuarta parodia a Sábado Gigante Internacional (1997).
- Sal y Picante: Polémica parodia al programa Sal y Pimienta de Megavisión (1994).
- El Gran Radioteatro Vidú: Un radioteatro donde muchas veces el personaje no tiene nada que ver con el que debe encarnar algún actor. (1993).
- Talagante Conmigo: Primera parodia al programa Venga conmigo de Canal 13 (1995) conducido por José Alfredo Fuentes, interpretado por Claudio Reyes.
- Benga Conmigo: Segunda parodia al programa Venga Conmigo de Canal 13 (1998).
- Gigante y Voh!: Conducido por Mario Chukruzberger "Don Chanchisco" (Eduardo Ravani). Parodia al programa de Canal 13, Gigante y Usted (1996-1998).
- De Pá a Pé: Parodia al programa De pe a pa de TVN conducido por Pedro Carcuro, interpretado por Jorge Garrido (1997).
- Lo Mejor de la Noche Mundial: Parodia a los programas "Lo Mejor del Mundial" de Canal 13 y La Noche del Mundial de TVN (1998).
- El Charquicán del Mundial: Parodia a "La Noche del Mundial" de TVN (1998).
- Premios El Apio de Oro: Parodia a las entregas de los Premios Apes y Laurel de Oro (1998).
- La Radio Mina: Parodia a la Radio Nina FM (1998).
- Los Perpetuos: Sketch ambientado en una cárcel donde hay 3 reclusos en una celda llamados Diego Durán (Eduardo Ravani), Pedro Zancotte (Andrés Rillón) y Juan Schalicht (Julio Jung) (2000).
- Kuma Channel: con Charly Badulaque (Claudio Reyes) y sus cachorritas (2000). Este segmento surgió tras la pelea de Eduardo Ravani y Jorge Pedreros, cuando el primero impuso su estilo más revisteril. De ahí viene la expresión Holanda, ¿qué Talca, cómo andamios?. También tuvo la participación de la DJ Revienta tu Rana, interpretada por Katyna Huberman.
- Medioboche: Programa que parodiaba al programa Medianoche de TVN y a sus conductores Bernardo de la Maza, interpretado por Jajá Calderón, y Cecilia Serrano, por Katyna Huberman, en su etapa de 24 Horas (2000).
- Informe Completo: Programa que parodiaba al programa Informe Especial de TVN (2002).
- Matrimonio a la Chilena: Sketch donde 3 familias de diferentes generaciones cuentan sus experiencias conyugales en una cama.
- Protagonistas de la Moneda: Parodia al controvertido reality show Protagonistas de la fama de Canal 13, ambientado en la interna del Palacio de La Moneda del gobierno de Richy y su gabinete, interpretado por Eduardo Ravani (2003).
- Lachos: parodia de la telenovela chilena Machos de Canal 13 (2003).
- Por Fin es Viernes: Situaciones diferentes ocurren en un departamento un viernes en la noche (2003).

## Elenco

### Elenco principal
| Actor             | Periodo(s)                                          | Personajes |
| ----------------- | --------------------------------------------------- | --- |
| Eduardo Ravani    | 1978-1981 1983-1989 1992-2004                       | - "Guillermo "Willy" Zañartu" (jefe de «La Oficina») - "Pronunciano Perfecto" («Domingos Dominicales») - "Poty" («Pepito TV») - "Patricio Ayala" («69 Minutos con 45 Segundos») - "Alivio Pera" («Informe Completo», parodia a Alipio Vera, 1988) - "Roberto Peblete" (parodia al actor Roberto Poblete, «Marron Maté») - "Mario Chucrutberger, Don Chanchisco" (parodia a Mario Kreutzberger, presentador de Sábado Gigante) - "Sergio Livingstone" («Pum Deportivo», parodia a Zoom Deportivo, 1988, 1992-1993) - "Antonio Skármeta" - "Demis Roussos" - "Enrique Lafourcade" («Cuánto Vale el Show», 1994) - "El Indio" («La Pobla», 1996-1998) - "Giorgio" («Le Bisoñé», 1995-1999) - "Flácido Domingo" (parodia a Plácido Domingo, integrante de los "Los Tres Tenedores", parodia del trío Los Tres Tenores «El Apio de Oro») - "Chalo Cáceres" (parodia al estilista Gonzalo Cáceres) - "El Tambito" («Iorona Kuerua», parodia a Iorana, teleserie de TVN, parodia del personaje del mismo nombre de la teleserie de la competencia A todo dar de Megavisión interpretado por el actor Alejandro Castillo que va a visitar a la Isla de Pascua preguntando por su hija ¿Dónde está la Maite?, alusión al personaje de la teleserie que interpretó María José Prieto, 1998) - "Diego Durán" («Los Perpetuos», 2000) - "Richy" (parodia del presidente Ricardo Lagos, «Protagonistas de la Moneda», 2003) - "Roberto Titae Lindl" (parodia al tema "Tu Cariño se me va" del Cover de Los Tres & Buddy Richard parodiado con Oscar Olavarria el tema llamado "Tu Cariño me le va") |
| Jorge Pedreros    | 1978-1981 1983-1988 1992-1999 2002-2004             | - "Evaristo Espina" («La Oficina») - "Super Guarén" («La Oficina») - "El Indio Moctezuma", también conocido como "El Indio Bolsero" - "Silverio Silva" («Domingos Dominicales») - "Jacinto Pacheco" («Pepito TV») - "Pity" («Pepito TV») - "El Chino" («La Pobla») - "Don Jorge" («El Operado») - "Papá de Pato Torres" («Casado, Casa Quiere») - "Miguel Múler" («Pum Deportivo», parodia de Michael Müller) - "N.N." («Marron Maté») - "Javier Luquianda" (parodia de Javier Miranda) - "Adrián y los Dados Negros" - "Luis Dimas" - "Armando Manzanero" - "Alberto Israel/Mago Helmut" (fusión entre estos dos personajes debido a su parecido físico) - "Francisco Molina" (parodia al tema "Tu Cariño se me va" del Cover de Los Tres & Buddy Richard parodiado con Oscar Olavarria el tema llamado "Tu Cariño me le va") |
| Fernando Alarcón  | 1978-1981 1983-1989 2003-2004                       | - "Ricardo Canitrot" («La Oficina») - "Pepito TV" - "Alaraco" - "El Negro Papalapapiricoipi" - "LJ" («Domingos Dominicales», parodia a Julio Martínez, "JM") - "Segismundo Vega" («69 Minutos con 45 Segundos») - "Curro de la Cruz" - "El Guaripola" - "Albertito" - "La Tati" - "Enrique Maluenda" (El Festival de la Una y Media) - "Johnny" («El Indio Bolsero») - "El Licenciado De la Mora" (parodia de teleseries) - "Micaela de la Mora" (hermana del Licenciado De la Mora) - "Grace Jones" - "Pepe Iglesias, el Zorro" - "Pedro Carcuro" («Pum Deportivo», parodia a Zoom Deportivo, 1988) - "Santiago Pitufovich" («Informe Completo», parodia a Santiago Pavlovic, 1988) - "Don Tato" («El Cité») - "Papá de "Pequitas"" - "Antonio Vodanovic" (Festival de Piña, «Siempre Viernes», 1989) - "Sergio Lagos" («Encuentros Cercanos de Cualquier Tipo», 2003) - "Edecán" («Protagonistas de la Moneda», 2003) |
| Gloria Benavides  | 1978-1981 1984-1986 1988-1989 2002 (recurrente)     | - "Gertrudis" («La Oficina») - "Barnardata Zapata" («Domingos Dominicales») - "Blanca María" - "Jacqueline Bisset Onassis" («Pepito TV») - "La Loca (que pide cigarrillos sueltos)" («El Almacén») - "Celeste" (parodia de teleseries) - "Malula Malita Malosa" (villana de "La Mansa Woman") - "La Popotitos" (Novia de "El Toquito" en «El Cité») - "Abuelita Pita" (abuela de "Pequitas") - "Fresia Soto" - "Michael Jackson" - "Raquel Alborgoña" (parodia de Raquel Argandoña) |
| Maitén Montenegro | 1978-1981 1987 2002 (recurrente)                    | - "Valkiria" («La Oficina») - "Pindy" («Pepito TV») - "Susana Cecilia" («Domingos Dominicales») - "La Mansa Woman" - "Doña Hipocondrina" - "Mabel Corral" (parodia de las locutoras radiales Mabel Fernández y Alodia Corral, 1987) - "Tina Turner" |
| Gladys del Río    | 1980-1981(recurrente) 1983-1988 1992-1999 2002-2004 | - "Señora Pochi de Zañartu" («La Oficina») - "Mama Show" - "Tranquilina" («Alaraco») - "Yolanda Motocinos" (parodia de Yolanda Montecinos) - "Maruja" de "La Pobla" - "Celia Cruz" - "Gloria Gaynor" - "Mamá de "Pequitas" - "Gloria Lotaschwager" (parodia a la actriz Gloria Münchmeyer, «Marron Maté», 1993) - "Vicky" (parodia del dúo "La Vicky y la Gaby", invitada en «El Charquicán del Mundial», 1998) - "Abril" (cantando el tema "Sobreviviré", parodia de la canción Yo Viviré «El Apio de Oro») - "Luchita" (parodia de la primera dama Luisa Durán, "Protagonistas de la Moneda", 2003) |
| Marilú Cuevas     | 1984-1989 1992-1999 2002-2004                       | - "Pequitas, una niña como tú". - "Señorita Coté" («La Oficina») - "Melania" («La Oficina») - "Titi" (La Cocina con Titi) (parodia de Mariana Salinas "Mónica" del programa "Cocinando con Mónica") - "Susana Palomilla" (parodia de Susana Palominos, «Siempre Viernes», 1989) - "Ana María Gasfcuchi" (parodia a la actriz Ana María Gazmuri, «Marron Maté», 1993) - "Donna Summer" - "La Cuatro" (parodia al personaje original de Gloria Benavides en «Sábado Rimbombante», 1993) - "Chipi" («La Pobla») - "Monona" («El Casado, Casa Quiere») - "Cecilia Serrano" («Almorzando en la Noche», 1989 y «Jappenoticias», 1993-1996) - "Viviana Nunes" («Miércoles 14», 1993-1995) - "Claudia Conserva" («Maravillozoo», 1998) - "Ángeles Martin" («El Charquicán del Mundial» parodia de "La Noche del Mundial", 1998) - "Ingrid Sufán" («El Charquicán del Mundial» parodia de "La Noche del Mundial", 1998) - "Gaby" (parodia del dúo "La Vicky y la Gaby", invitada en «El Charquicán del Mundial», 1998) - "Margot Kahl" («El Apio de Oro») - "Martita" (parodia de la primera dama Marta Larraechea) - "Clarita Vásquez" (parodia a la cosmetóloga Sarita Vásquez) - "Mishell" (parodia de la Ministra de Defensa de la época Michelle Bachelet, "Protagonistas de La Moneda", 2003) |
| Óscar Olavarría   | 1984-1986 1992-1999                                 | - "Agustín 'Cacho' Escalona" («La Oficina») - "Don Lalo" (parodia del presidente Eduardo Frei Ruiz-Tagle) - "Valentino" (en «Blanca María») - "El Natre" («La Pobla») - "El Loco de la Moto" («El Casado, Casa Quiere») - "Cesario Zapata" - "César Antonio Chantis" (parodia a César Antonio Santis, «Miércoles 14», 1984-1986) - "Fernando Chicle" (parodia al actor Fernando Kliche, «Marron Maté», 1993) - "Vicentico" (musical «Matador Fumigador», parodia del tema musical "Matador" de "Los Fabulosos Cadillacs") - "El Mozo" («Parrita» e «In The Guaren», parodia a "Largo" de The Addams Family) - "Toquito" («El Cité») - "Guillermo Flash" («69 Minutos con 45 Segundos») - "Paulo Escobar" («Jappenoticias», 1992) - "Pedro Pedrovich" (parodia al periodista Pedro Pavlovic) - "Shago del Campo" (parodia al periodista Santiago del Campo, «Aquí, el Vivo») - "Miguel Piñera" - "Erick Pohlhammer" («Cuánto Vale el Show», 1994) - "Kike Morandé" («Miércoles 14», 1995) - "Buddy Richard" (Invitado en «El Charquicán del Mundial», parodia al tema "Tu Cariño se me va" del Cover de Los Tres & Buddy Richard parodiado por él mismo, en el tema llamado "Tu Cariño me le va") - "Tati Penna" («El Apio de Oro») - "Julio Iglesias" |
| Jorge Garrido     | 1988-1989 1992-2001 2004                            | - "Sr. Juan Segura" y "Luis González" («La Oficina») - "Guillermo Muñiz" («Informe Completo», parodia a Guillermo Muñoz, 1988) - "Hugo Rubio" (Invitado al «Pum Deportivo», parodia a Zoom Deportivo, 1988) - "Alejandro Schmuak" («Pum Deportivo», parodia a Alejandro Schmauk, 1992) - "Manuel Rodríguez Araneda" («Vino Pipeño del Bueno», parodia al comercial del vino Clos de Pirque de 1992) - "Pancho Rayas" (parodia al actor Francisco Reyes, «Marron Maté», 1993) - "Eduardo Riveros" («Miércoles 14», 1993-1994) - "Antonio Guapetonovic" (parodia a Antonio Vodanovic, «Siempre Viernes», 1993 y «Sal y Picante», 1994) - "Leo Caprile" («Cuánto Vale el Show», 1994) - "Pedro Canguro" (parodia a Pedro Carcuro, «De Pá a Pé», 1997) - "Javier Romero" («Sávado Jigante Internacional», parodia a Sábado gigante, 1994) - "Sergio Campos" («Jappenoticias», 1993-1995) - "Antonio Pinteros" («Jappenoticias», parodia a Antonio Quinteros) - "Jorge Bomba" («Homo Chilensis», parodia de Eduardo Bonvallet, 1997-1998) - "Profesor Rossa" («Maravilozoo») - "Jorge Hevia" («El Charquicán del Mundial», parodia a "La Noche del Mundial", 1998) - "Sandro" - "Nelson Acosta" - "Bill Clinton" - "Muñeco Telín" - "Patito Fresco" («Kuma Channel», parodia a Patricio Frez, 2000) - "Ángel Parra" (parodia al tema "Tu Cariño se me va" del Cover de Los Tres & Buddy Richard parodiado con Oscar Olavarria el tema llamado "Tu Cariño me le va") |
| Patricio Torres   | 1984-1989 2002-2003 (recurrente)                    | - "Segundo Peña Peña, Peñita" («La Oficina») - "Eglantina Morrison" (parodia de teleseries) - "Pepe Antártico" - "Pato Torres" («Casado, Casa Quiere») - "Memo" (El mejor amigo de "Pequitas") - "Juan Guillermo Pipado" («Informe Completo», parodia a Juan Guillermo Vivado, 1988) - "Alejandro Schmuak" («Pum Deportivo», parodia a Alejandro Schmauk, 1988) - Charly García - Fito Páez |
| Daniel Muñoz      | 1992-1996                                           | - "Willy "Willito" Zañartu Jr." («La Oficina») - "Pedro Carcuro" («Poom Deportivo», 1992-1995) - "Carlos Pinto" («Pichi Culpa», 1993-1995) - "Sergio Dalma" («Marrón Maté», 1993) - "Señorita Conchalevale" («Marrón Maté», 1993) - "Y Quien es Él?" («Marrón Maté», 1993) - "Lili Estefan" («Sábado Rimbobante», 1993) - "Bernardo de la Maza" («Jappenoticias», 1993-1994) - "Alaraco" (en reemplazo de Fernando Alarcón, quien en los '90 trabajaba en Canal 13) - "Iván Zamorano" («Vino Pipeño del Bueno», parodia al comercial del vino Clos de Pirque de 1992) - "El Malo" (participación en «La Pobla», enfeudándose con "El Natre" personaje personificado por Oscar Olavarría, 1996) |
| Claudio Reyes     | 1995-2002                                           | - "El Huaso Clemente" («La Pobla») - "Charly Badulaque" («Kuma Channel») - "Tutín" («La Oficina») - "Javier Henríquez, El Pirata" - "Chalo" («Le Bisoñé») - "José Alfredo Fuentes" («Talagante Conmigo», «Benga Conmigo», 1995-1998) - "John Travolta" - "Carlos Pintón" (parodia al periodista Carlos Pinto, «Pichi Culpa», 1996-1998) - "Tony Kamo" - "Mauricio Israel" - "Paulina Nin de Cardona" - "Ítalo Passalacqua" - "José Carrete" (parodia a José Carreras, integrante de los "Los Tres Tenedores", parodia del trío Los Tres Tenores «El Apio de Oro») - "Enrique Iglesias" - "Alvaro Henríquez" (parodia al tema "Tu Cariño se me va" del Cover de Los Tres & Buddy Richard parodiado con Oscar Olavarria el tema llamado "Tu Cariño me le va") |
| Ernesto Belloni   | 1996-1998 2002-2004                                 | - "Ché Copete" - "Juanito" y "Lilo Lamparte" («La Oficina») - "Parrita" - "Emeterio" («La Pobla») - "Iván Zamorano" (parodia a un comercial de CTC de 1998) - "Copete Bello" (parodia de "Luciano Bello" en «El Charquicán del Mundial») - "Alfredo Lamadrid" - "Coco Legrand" («Maravillozoo») - "Profesor Salomón" (Parodia de la sección "Complete la oración") |
| Renata Bravo      | 1998-2000 2001-2002                                 | - "La Avestrúz" (Parodia de «Maravillozoo») - "Dorita" (Dentista en «La Oficina») - "Mari Juana" («La Oficina») - "Betsy" («Le Bisoñé») - "Leslie" "La Piña Colá" («La Pobla») - "Francisca Merino" (Invitada en «El Charquicán del Mundial») - "Myriam Hernández" (Parodia de los Premios Apes y Laurel de Oro «El Apio de Oro») - "Paul Vásquez "El Flaco"" |

### Elenco de reparto
| Actor                     | Periodo(s)               | Personajes |
| ------------------------- | ------------------------ | --- |
| Guillermo Bruce           | 1978-1981                | - "Sr. Mandiola" («La Oficina») |
| Alfredo Herrera           | 1978                     | - Integrante de trío humorístico "Los Muleros" |
| Gabriel Maturana          | 1978 1992-1999           | - Nuevo gerente de La Oficina (1978) - "Sr. Mandiola" («La Oficina») - "Tia Carlina" |
| Esteban "Ronco" Retes     | 1981 1992-1994 2001      | - "Abuelo de "Pequitas" - "Augusto Pinochet" («Cuánto Vale el Show») - "Don Fermín" |
| Andrés Rillón             | 1983-1984 2000-2001      | - "Don Pío" («La Oficina») - "Pedro Zancotte" («Los Perpetuos») |
| Carlos Trujillo "Carloco" | 1983 1987-1989           | - Integrante de trío humorístico "Los Muleros" - Michael Müller ("Pum Deportivo") - El médico-cirujano Dr. Krüger ("Jappening Medical Center") |
| Patricia Maldonado        | 1983 1997-1998 2003-2004 | - "Sra. Jackie" («La Pobla») |
| Jorge Porcel              | 1985                     | - "Sr. Máximo Petete" («La Oficina») |
| Ana Reeves                | 1986 1989                | - "Srta. Amanda Echazarreta Gorigoitia" («La Oficina») |
| Jorge Gajardo             | 1989                     | - "Sr. Peláez" («La Oficina») |
| Willy Benítez             | 1989 1992-1994           | - "Poblete" («La Oficina») |
| Maripepa Nieto            | 1989 1994 1997 2002      | - "Señorita Trini" («La Oficina») |
| Daniel Vilches            | 1992                     | - "Parra" («La Oficina») |
| Esperanza Silva           | 1992-1994                | - "Señorita Magaly" («La Oficina») - "Cecilia Serrano" («Jappenoticias») |
| María Izquierdo           | 1992-1994                | - "Señorita Bárbara" («La Oficina») |
| Myriam Palacios           | 1995-1997                | - "Señora Olguita" («La Oficina») |
| Natalia Cuevas            | 1995-1996                | - "Marjorie" («La Pobla») - "Eli de Caso" - "Myriam Hernández" - "Ana Gabriel" («Gigante y Voh!») - "Vikki Carr" («Gigante y Voh!») |
| Enrique Madiña            | 1997                     | - "Juan Pablo" («La Oficina») |
| Lucho Arenas Jr.          | 1997-1999 2002-2003      | - "El Ciego" («La Pobla») - "Luciano Guatarolli" (parodia a Luciano Pavarotti, integrante de los "Los Tres Tenedores", parodia del trío Los Tres Tenores «El Apio de Oro») - "Carlos Caszely" - "Alvaro Salas" («El Charquicán del Mundial», parodia a "La Noche del Mundial") - "Honorino a la Calle" («Lo Mejor de la Noche del Mundial») |
| Mauricio Medina           | 1998                     | - "El Indio" de "Dinamita Show" - Mauri, sobrino de la señora Jackie («La Pobla») |
| Nanci Guerrero            | 1999                     | - "Señorita Malena" («La Oficina») |
| Katyna Huberman           | 2000-2001                | - "DeJota" («Kuma Channel», personaje recordado por la frase "Revienta tu rana") - "Cecilia Serrano" («Medioboche») - "Cecilia Bolocco" |
| Juan Luis "Jajá" Calderón | 2000-2002                | - "Bernardo de la Maza" («Medioboche») - "Jorge "El Topo" Kazmer" (parodia del vocalista de Los Sultanes cantando el tema "El chupete") |
| Julio Jung                | 2000                     | - "Juan Schalicht" («Los Perpetuos») |
| Magdalena Max-Neef        | 2000                     | |
| Fernando Kliche           | 2000                     | |
| Teresita Reyes            | 2000                     | |
| Carlos Valenzuela         | 2000                     | - Integrante de trío humorístico "Los Muleros" |
| Romina Sáez               | 2000                     | - Integrante de las modelos llamadas "Las Cachorritas" («Kuma Channel») |
| Sandra Bermúdez García    | 2000                     | - Integrante de las modelos llamadas "Las Cachorritas" («Kuma Channel») |
| Yasna González            | 2000                     | - Integrante de las modelos llamadas "Las Cachorritas" («Kuma Channel») |
| Leonardo Barahona         | 2000                     | - "Coco" («Kuma Channel») |
| Carmen Gloria Münzenmayer | 2000-2001                | - "Deseo", Integrante de las modelos llamadas "Las Cachorritas" («Kuma Channel») |
| Pancho del Sur            | 2000-2001 2004           | - "El Hocicón" («Kuma Channel») |
| Jorge Franco              | 2000-2001                | - "El Náufrago" («Kuma Channel») |
| Paola González Mondaca    | 2001-2002                | - "Gato Volador" («Kuma Channel») |
| Soledad Pérez             | 2001                     | |
| Ricardo Cantín            | 2001                     | |
| Helvecia Viera            | 2001                     | - "Tia de Kinder" |
| Patricia Irribarra        | 2001                     | |
| Francisco López           | 2002                     | - "Santiago Pavlovic" («Informe Completo») |
| Verónica González         | 2002                     | |
| Christian Pérez           | 2002                     | |
| Claudio Olate             | 2003                     | - "Sr. Mandiola" («La Oficina») - "Nelson Ávila" |
| Carolina Oliva            | 2003-2004                | |
| Marcela Arroyave          | 2003                     | - "Señorita Pili" («La Oficina») |
| Carolina Gámez            | 2004                     | - "Panchita" («La Oficina») |
| Paola Troncoso            | 2004                     | |

## Invitados
Durante los 27 años de transmisión de este programa, Jappening con Ja, fueron invitados gente de la televisión, otros humoristas, deportistas, artistas musicales, entre otros en varios de los sketches o programas especiales.[cita requerida]

### Actores
- Eduardo Barril
- Elisa Morena
- Juan Pablo Bastidas
- Luz Jiménez
- Roxana Campos
- Renato Munster

### Cantantes y músicos
- // Adrián Chauque (Adrián y los Dados Negros)
- Amerika'n Sound
- Andrea Tessa
- Denise Corrales (Aguaturbia)
- Raúl Alarcón, "Florcita Motuda"
- Horacio Saavedra
- Juan Antonio Labra
- Los Huasos Quincheros
- Luis Dimas
- Magaly Acevedo
- Marcelo Hernández
- Marcelo Rojas, "Heather Kunst"
- Pachuco y la Cubanacán
- Pedro Messone
- / Peter Rock
- René de la Vega
- Soledad Guerrero
- Voltaje
- Zalo Reyes
- Organización X
- Chocolate 2000

### Deportistas
- Carlos Cruzat
- Eduardo Bonvallet

### Directores de cine
- Abdullah Ommidvar

### Humoristas
- Álvaro Salas
- Bombo Fica
- Carolina Sotomayor
- Chicho Azúa
- Coco Legrand
- Cristián García-Huidobro
- Ernesto Ruiz "El Tufo"
- Jorge "Chino" Navarrete
- Los Atletas de la Risa
- Óscar Gangas
- Pujillay
- Tato Cifuentes
- TNT del Humor

### Presentadores de radio y televisión
- Arturo "Kiwi" Walden
- Antonio Vodanovic
- Carla Ballero
- Claudia Conserva
- César Antonio Santis
- Don Francisco
- Eduardo Cruz-Johnson
- Eduardo Fuentes
- Enrique Maluenda
- Felipe Camiroaga
- Fernando Solabarrieta
- Jeannette Moenne-Loccoz
- Jennifer Warner
- Jorge Hevia
- José Alfredo Fuentes
- José Miguel Viñuela
- Julio Pérez
- Julio Videla
- Kike Morandé
- Ítalo Passalacqua
- Leo Caprile
- Maruchi Pascual
- Mauricio Israel
- Patricio Oñate
- Paulina Nin de Cardona
- Raúl Alcaíno
- Roberto Nicolini
- Yolanda Montecinos

### Otros
- Alberto Israel
- Jaime Campusano
- Lissette Sierra
- Roberto Jacob Helo "El Mago de la Polla Gol"

## Transmisión original
- Abril-noviembre 1978: domingos 19:00 a 20:30 (TVN)
- Noviembre 1978-enero 1979: domingos 21:30 a 23:00 (TVN)
- Mayo-diciembre 1979: domingos 15:00 a 20:30 (TVN, como Domingos Dominicales)
- Marzo-diciembre 1980: domingos 18:00 a 20:30 (TVN)
- Marzo-julio 1981: domingos 18:30 a 20:30 (TVN)
- Julio-diciembre 1981: domingos 21:30 a 23:00 (TVN)
- Junio 1983-noviembre 1988: domingo 18:30 a 20:30 (TVN)
- Junio-octubre 1989: viernes 21:15 a 22:30 (TVN)
- Julio-octubre 1992: viernes 20:50 a 21:50 (Megavisión)
- Octubre-diciembre 1992: viernes 22:00 a 23:00 (Megavisión)
- Abril-julio 1993: viernes 22:00 a 23:00 (Megavisión)
- Julio-octubre 1993: domingo 21:00 a 22:00 (Megavisión)
- Octubre-diciembre 1993: domingo 21:30 a 22:30 (Megavisión)
- Abril 1994-diciembre 1995: domingo 21:45 a 23:00 (Megavisión)
- Abril-1996-diciembre 1997: martes 22:30 a 00:00 (Megavisión)
- Marzo-diciembre 1998: martes 22:00 a 00:00 (Megavisión)
- Marzo-diciembre 1999: domingo 22:00 a 23:45 (Megavisión)
- Abril-diciembre 2000: martes 22:00 a 23:15 (Megavisión)*
- Marzo 2001-abril 2003: martes 22:00 a 23:30 (Megavisión/Mega)*
- Abril-junio 2003: viernes 22:00 a 23:30 (Mega)
- Junio-diciembre 2003: miércoles 22:00 a 23:30 (Mega)
- Abril-diciembre 2004: viernes 22:00 a 23:30 (Mega, como El Show del Che Copete)

* Entre 2000 y 2001 el programa en varias ocasiones era emitido un día lunes debido a que el día martes en el horario donde se emitía regularmente el Jappening coincidían con los partidos de la selección chilena de fútbol en las Eliminatorias al Mundial de Corea/Japón 2002 que transmitió Mega en alianza con TVN y Canal 13.[cita requerida]

## Retransmisión
En el verano de 1997 se repitieron los episodios de La Oficina de los años 1986, 1987, 1988 y 1989 (de los capítulos hechos en la época de TVN)
Entre octubre de 2003 a marzo de 2004 y de enero a marzo de 2005, Mega transmitió el programa Lo Mejor del Jappening con Ja con sketches de los '90, los domingos a las 19:00 horas.
En el verano de 2008, el programa fue retransmitido en TVN, y su transmisión era de lunes a viernes a las 20:40, y los domingos a las 20:00. En esta retransmisión, se mostraron los sketches: La oficina, Blanca María (sólo los domingos), Jappeninpuerto, Indio Bolsero y Pequita.
El 13 de noviembre de 2016, TVN estrenó Re Jappening, el Ja que todos llevamos dentro, programa en el cual se retransmitían sketches producidos entre 1978 y 1989. Inicialmente emitido los domingos a las 19:30, al poco tiempo sumó una edición los sábados.
El 23 de diciembre de 2022, es anunciada la retransmisión del Jappening con Ja (del periodo de Mega) y la sitcom Los Venegas (TVN) en las pantallas de TV+ desde el 3 de enero de 2023, esto debido a un acuerdo que hizo TV+ con Mega y Chilefilms para sus retransmisiones, el nombre del programa se llamó primero Más Jappening con Ja y después Retro y Más y la conducción del programa estuvo a cargo de Eduardo Ravani (hasta su muerte en marzo de 2023), Fernando Alarcón, Pato Torres y Marilú Cuevas.
EL 26 de julio de 2023, se inicia las transmisiones la nueva señal de TVN3 señal de contenido retro, en su debut se reestrena la primera temporada del Jappening de 1978.